# تاريخ الكنيسة الكاثوليكية في المكسيك

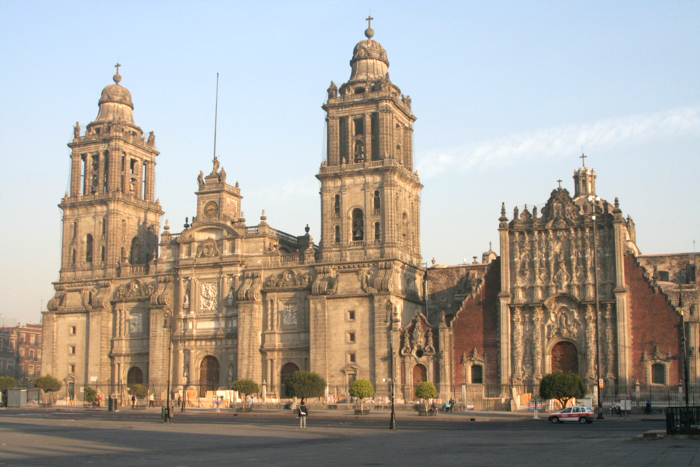
كاتدرائية مكسيكو سيتي.

يعود تاريخ الكنيسة الكاثوليكية في المكسيك إلى حقبة الغزو الإسباني (1519 – 1521)، واستمرت الكنيسة كمؤسسة في المكسيك حتى القرن الواحد والعشرين. تُعدّ الكاثوليكية واحدةً من عدّة موروثات رئيسية باقية من الحقبة الاستعمارية الإسبانية؛ وتشمل الموروثات الأخرى الإسبانيةَ كلغة للأمة، والقانون المدني، وطابع العمارة الاستعمارية الإسبانية. حظيت الكنيسة الكاثوليكية بمكانتها المتميزة كمؤسسة حتى منتصف القرن التاسع عشر. وكانت الكنيسة الكاثوليكية هي الوحيدة المسموح بها في الحقبة الاستعمارية وفي بدايات فترة الجمهورية المكسيكية بعد الاستقلال في العام 1821. بعد الاستقلال، انخرطت الكنيسة الكاثوليكية بشكل مباشر في السياسة، ولم يقتصر ذلك على الشؤون الخاصة المتعلقة بالكنيسة.
في أواسط القرن التاسع عشر، أدخل الإصلاح الليبرالي تغييرات كبيرة في العلاقات بين الكنيسة والدولة. تصدّى الليبراليون المكسيكيون في السلطة لدور الكنيسة الكاثوليكية، وخصوصًا في ردة فعل على انخراطها في السياسة. قلّص الإصلاح دور الكنيسة في التعليم، والملكية، والتحكم في سجلات الولادة والزواج والوفاة، بالإضافة إلى إصدار قوانين محددة مناهضة لطبقة رجال الدين. أُدرجت العديد من تلك القوانين في دستور العام 1857، مما قيّد ملكية الكنيسة وغيرها من القيود.
رغم وجود بعض رجال الدين الليبراليين الذين دافعوا عن الإصلاح، من أمثال خوسيه ماريا لويس مورا، سادت نظرة ترى الكنيسة محافِظة ومعادية للثورة. خلال حرب الإصلاح التي اتسمت بالعنف، تحالفت الكنيسة مع القوى المحافظة التي سعت للإطاحة بالحكومة الليبرالية. كما ارتبطت تلك القوى بمحاولة المحافظين استعادة السلطة خلال الحرب الفرنسية المكسيكية، عندما دُعي ماكسيميليان من عائلة هابسبورغ ليصبحَ إمبراطورًا للمكسيك.
سقط حكم الإمبراطور، وتلطّخت سمعة المحافظين كما الكنيسة الكاثوليكية بالعار. ومع ذلك، خلال فترة رئاسة بورفيريو دياث الطويلة (1876-1911)، تبنّى الجنرال الليبرالي سياسة التصالح مع الكنيسة الكاثوليكية. ورغم إبقائه على المواد المناهضة لرجال الكنيسة في الدستور الليبرالي سارية المفعول، فقد سمح في الواقع بقدر أكبر من حرية العمل للكنيسة الكاثوليكية.
على إثر الإطاحة بحُكم دياث في العام 1911 والثورة المكسيكية التي دامت عقدًا من الزمن، وضع الفصيل الدستوري المنتصر بقيادة فينوستيانو كارانسا الدستور الجديد لعام 1917 والذي عزز الإجراءات المناهضة لرجال الكنيسة في الدستور الليبرالي من العام 1857.
مع رئاسة الجنرال الثوري الشمالي المناهض لرجال الكنيسة بلوتاركو إلياس كاليس (1924 – 1928)، أشعلَ تطبيق الدولة للمواد المناهضة للإكليروس من دستور العام 1917 أزمة كبيرة ترافقت بأعمال عنف في عدد من مناطق المكسيك. انتهى تمرد كريستيرو (1926-1929)، بمساعدة دبلوماسية سفير الولايات المتحدة في المكسيك، ووضع حد للعنف، إنما بقيت المواد المناهضة لرجال الدين في الدستور. لدى تولي الرئيس مانويل أفيلا كماتشو منصبه (1940-1946)، أعلن قائلًا: «أنا مؤمن [كاثوليكي]»، وتحسنت العلاقات بين الكنيسة والدولة رغم عدم حدوث تغييرات دستورية.
وقع تغيير رئيسي في العام 1992، مع رئاسة كارلوس ساليناس دي غورتاري (1988 – 1994). عبر برنامج إصلاح شامل «لتحديث المكسيك» أوضح خطوطه في خطاب تنصيبه في العام 1988، مضت حكومته قُدمًا في تطبيق التنقيحات في الدستور المكسيكي، وشملت صراحةً إطارًا قانونيًا جديدًا أعاد الشخصية القانونية للكنيسة الكاثوليكية.
يعتبر غالبية المكسيكيين في القرن الواحد والعشرين أنفسهم كاثوليكيين، إنما يترافق نمو الجماعات الدينية الأخرى كالبروتستانت الإنجيليين، والمورمون، والعلمانية مع الاتجاهات الفكرية في دول أخرى في أمريكا اللاتينية. أثّر القانون الفيدرالي للعام 1992 بشأن الجمعيات الدينية وشؤون العبادة العامة، المعروف باللغة الإنجليزية باسم قانون الجمعيات الدينية، أثّر على كافة الجماعات الدينية في المكسيك.

## الفترة المبكرة: الغزو الروحي 1519-1572
خلال الغزو، اتبع الإسبان سياسة مزدوجة للغزو العسكري، وإخضاع السكان الأصليين والأراضي للسيطرة الإسبانية، والغزو الروحي، أي تحويل السكان الأصليين إلى المسيحية. وعندما بدأ الإسبان في استكشاف وغزو المكسيك، رافق القس الكاثوليكي غيرونيمو دي أغيلار حملة إرنان كورتيس.
صُدِم الإسبان من ممارسة طقوس التضحية بالبشر وحاولوا في البداية قمعها، ولكن حتى تمّ الغزو الإسباني لإمبراطورية الأزتك، لم يُقض عليها تمامًا. سرعان ما تحوّل الحكام المحالفين لكورتيس من دولة المدينة تلاكسكالا إلى المسيحية، ويوجد رسمٌ لكورتيس، ودونا مارينا، وأمراء تلاكسكالا يُظهر هذا الحدث. ولكن لم يحدث تحوّل السكان الأصليين للمسيحية على نطاق واسع حتى سقطت عاصمة الأزتك تينوتشتيتلان في العام 1521.

### نفوذ التاج الإسباني في الشؤون الكنسية
تمثّل تبرير الغزوات الخارجية الإسبانية (والبرتغالية) في تحويل سكان تلك البلاد إلى المسيحية. منح البابا العاهلَ الإسباني (وتاج البرتغال) امتيازات واسعة أطلق عليها تسمية الرعاية الملكية، وهو ما منح الملك سلطة تعيين المرشحين للمناصب الكنسية العليا، وجمع ضريبة العُشر، ودعم رجال الدين، ومن غير التنازل عن سلطته في مسائل الإيمان أو العقيدة. وجعل ذلك العاهلَ الإسباني أعلى سلطة للكنيسة والدولة في أقاليم ما وراء البحار.

### أول المبشرين إلى السكان الأصليين
مع بداية غزو المكسيك، لم تكن المؤسسات الرسمية كالكنيسة والدولة قد تأسست بعد. ولكن لبدء الغزو الروحي، بالرغم من عدم إنشاء التسلسل الهرمي الأسقفي (رجال الدين الأبرشي) بعد، فقد طلب كورتيس إرسال بعثات الرهبان المتجولين من الفرنسيسكان، والدومينيكان، والأوغسطينيين إلى إسبانيا الجديدة، بهدف تحويل السكان الأصليين. وكان ما يُعرف بالرسل الاثنا عشر للمكسيك هم أوّل الواصلين الفرنسيسكان في العام 1524، وتبعهم الرهبان الدومينيكان في العام 1526، ثم الرهبانية الأوغسطينية في العام 1533.
لم يكن الرهبان المتجوّلون يعملون في العادة ككهنة أبرشيات، أو يُجرون القربان المقدس، ولكن في وقتٍ مبكّر مُنح أوائل الرهبان المتجوّلين في المكسيك إعفاء خاصًا لأداء تلك المهامّ. تركّز الفرنسيسكان، أوائل الرهبان المتجوّلين الوافدين، في المجتمعات الأكثر كثافة والأكثر مركزية بوصفها مراكزًا للتحول للمسيحية. شهدت هذه المراكز (التي سُمّيت دوكترينا) إنشاء أديرةً للإقامة وبناء الكنائس في غالب الأحيان فوق نفس الأرض المقدسة التابعة للمعابد الوثنية.
نظرًا لقلّة عدد الرهبان المتجولين والعدد الهائل من السكان الأصليين الذين توجّب تحويلهم للمسيحية، لم يكن لدى السكان الأصليين في مجتمعات المناطق الأبعد كهنةً مقيمين، إنما زارهم الكهنة على فترات متقطّعة لأداء الأسرار المقدسة (لا سيما المعمودية، والاعتراف، والزواج). في مناطق وسط المكسيك ما قبل الغزو الإسباني، وُجدت عادةٌ قديمةٌ لدى دول المدن التي تخضع للاحتلال تمثّلت في إضافة آلهة الفاتحين إلى مَجْمع الآلهة الحاليّ، وظهر أنّ التحول إلى المسيحية أمرًا مشابهًا لذلك.
في المجمل، لم يقاوم الهنود التحول إلى المسيحية. استُبدِل كهنة السكان الأصليين وحُوِّلت المعابد إلى كنائس مسيحية. استهدف المبشّرون المتجوّلون النخب الهندية باعتبارهم أهمّ جمهور المتحوّلين للمسيحية، والذين بتحوّلهم يضربون المثل لعامة الناس في مجتمعاتهم للتحول. كما استُهدف الشباب الذين لم تترسّخ في نفوسهم بعدُ المعتقدات الوثنية. في تلاكسكالا، قُتل بعض الشباب الذين اعتنقوا المسيحية، وفيما بعد اعتُبِروا شهداء العقيدة.